# Tamayariak River
Der Tamayariak River ist ein etwa 71 Kilometer langer rechter Nebenfluss des Canning River in der North Slope im Norden des US-Bundesstaats Alaska.

## Verlauf
Der Tamayariak River entspringt im Westen der Sadlerochit Mountains auf einer Höhe von etwa 800 m. Er fließt anfangs 3,5 km nach Westen und wendet sich im Anschluss nach Norden. Er verlässt nach 6,5 Kilometern das Gebirge und erreicht die arktische Küstenebene, deren Tundralandschaft er im Anschluss durchquert. Nach weiteren 9 Kilometern wendet sich der Tamayariak River nach Nordosten. Ab Flusskilometer 33 fließt der Tamayariak River in Richtung Nordnordwest. Bei Flusskilometer 13 trifft ein größerer Nebenfluss von links auf den Tamayariak River. Im Anschluss fließt der Tamayariak River in überwiegend nordöstlicher Richtung. Er mündet schließlich in den Canning River, 5 km oberhalb dessen Mündung in die Beaufortsee. 

## Einzugsgebiet
Der Tamayariak River entwässert ein Areal von 872 km². Das Einzugsgebiet befindet sich innerhalb des Arctic National Wildlife Refuge. Es grenzt im Osten an das des Katakturuk River, im Süden an das des Ignek Creek sowie im Westen an das des oberstrom gelegenen Canning River.  

## Namensgebung
Der Flussname stammt von den Eskimo und wurde 1912 von Ernest de Koven Leffingwell vom U.S. Geological Survey (USGS) gemeldet. Der Name bedeutet „Route, auf der man verloren gehen kann“.